# FIFA 08
FIFA 08 este al paisprezecelea joc din seria FIFA. A fost dezvoltat de EA Canada și lansat de Electronic Arts, sub divizia EA Sports. Are multe echipe de fotbal din ligi diferite și desigur si nationale. Comentatorii sunt cei de la postul Sky Sports, Martin Tyler, Andy Gray și Clive Tyldesley (pe PC).Este prima dată când FIFA nu a mai fost lansat pe Xbox, de la apariția lui FIFA Football 2002. Printre noutățile pe care le aduce față de predecesorul său, FIFA 07, se numără modul „Be a Pro” română Fii un profesionist, unde poți juca cu un singur jucător în timpul unui meci. Modul nu este disponibil și pentru postul de portar.
Sloganul jocului este „Can You FIFA 08?.” (română Poți să joci FIFA 08) Cântecul cu care a fost prezentat jocul este „Sketches (20 Something Life)” de La Rocca, din albumul The Truth.

## Ligi și echipe

### Ligi licențiate
- Hyundai A-League
- T-Mobile Bundesliga
- Jupiter Pro League
- Campeonato Brasileiro
- Gambrinus Liga
- SAS Ligaen
- Barclays Premier League
- Coca-Cola Football League
- Coca-Cola Football League 1
- Coca-Cola Football League 2
- Ligue 1
- Ligue 2
- Bundesliga
- 2.Bundesliga
- FAI Eircom League
- Serie A
- Serie B
- K-League
- Major League Soccer
- Primera División de México
- Eredivisie
- Tippeligaen
- Ekstraklasa
- Liga Sangres
- Restul cluburilor de pe Glob
- Scottish Premier League
- La Liga
- Liga BBVA
- Allsvenskan
- Superliga Axpo
- Turkcell Süper Lig

#### Echipe naționale
FIFA 08 are 43 de echipe naționale. Cea mai notabilă reprezentative care lipsește este cea a Japoniei (care a ajuns în șaisprezecimile CM 2002, dar drepturile de licențiere aparțin companiei Konami).
| - Argentina - Australia - Austria - Belgia - Brazilia - Bulgaria - Camerun3 - China - Croația - Cehia1 - Danemarca | - Ecuador2 - Anglia - Finlanda3 - Franța - Germania - Grecia - Țările de Jos123 - Ungaria3 - Italia - Coreea de Sud - Mexic | - Nigeria3 - Noua Zeelandă13 - Irlanda de Nord - Norvegia - Paraguay - Polonia - Portugalia - Irlanda - Irlanda de Nord - România2 - Rusia3 | - Scoția - Slovenia3 - Spania - Suedia - Țara Galilor3 - Elveția3 - Africa de Sud1 - Turcia - Ucraina3 - Statele Unite ale Americii - Uruguay3 |

1 Are unul sau mai mulți jucători fictivi  

2 Fără stemă care este înlocuită cu steagul țării, și fără echipamente reale.

3 Cu stemă federației, dar fără echipamente reale.

#### Stadioane
| Anglia - Anfield (Liverpool) - Emirates Stadium (Arsenal) - St. James' Park (Newcastle United) - Old Trafford (Manchester United) - Stamford Bridge (Chelsea) - Wembley Stadium - White Hart Lane (Tottenham Hotspur)1,4 Franța - Parc des Princes (Paris Saint-Germain) - Stade Gerland (Lyon) - Stade Velodrome (Marseille) - Stade Felix Bollaert (Lens)4 Italia - Stadio delle Alpi (Juventus) - Stadio Olimpico (Roma, Lazio) - Stadio San Siro (Milan, Internazionale) Mexic - Estadio Azteca (Club América) - Estadio Jalisco (Guadalajara, Atlas)1,4 Germania - Allianz Arena (Bayern Munich, 1860 Munich) - Signal Iduna Park (Borussia Dortmund) - HSH Nordbank Arena (Hamburg) - Olympiastadion (Hertha Berlin) - BayArena (Bayer Leverkusen) - Veltins Arena (Schalke 04) - Commerzbank-Arena (Eintracht Frankfurt) - AWD-Arena (Hannover 96) - Gottlieb-Daimler-Stadion (Stuttgart) Olanda - Amsterdam ArenA (Ajax)4 | Portugalia - Estádio da Luz (Benfica)4 - Estádio do Bessa (Boavista)4 - Estádio do Dragão (Porto)4 - Estádio José Alvalade (Sporting CP)4 Coreea de Sud - Daegu Sports Complex (Daegu FC)4 - Seoul World Cup Stadium (FC Seoul)4 Spania - Estadio Mestalla (Valencia) - Estadio Vicente Calderón (Atlético Madrid) - Camp Nou (FC Barcelona) Statele Unite - The Home Depot Center1,4(Los Angeles Galaxy, Chivas USA) Țara Galilor - Millennium Stadium Stadioane generice - Div1 Euro Style - Div2 Euro Style - Div3 Euro Style4 - Div1 UK Style - Div2 UK Style - Div3 UK Style4 - Generic Modern4 - Modern Euro4 - Modern South America4 - Estadio de las Artes - Closed Square Style4 - Open Square Style4 - Oval Style4 |

1 - Inclus pentru prima dată în seria FIFA

² - Poate fi deschis în Fan Shop, nu apare pe Xbox 360

³ - Nou pe PlayStation 2 și alte console cu excepția Xbox 360

4 - Nu apare în variantele de Xbox 360 și PS3

Stadioanele scrise îngroșat sunt folosite de naționalele țărilor respective.

## Coloană sonoră
EA Sports a anunțat oficial discografia jocului FIFA 08 pe 11 septembrie 2007.
| - !!! - "All My Heroes Are Weirdos" - Apartment - "Fall into Place" - Art Brut - "Direct Hit" - Aterciopelados - "Paces" - Babamars - "The Core" - Bodyrox feat. Luciana - "What Planet You On?" - Bonde do Rolê - "Solta o Frango" - CAMP - "From Extremely Far Away" - Carpark North - "Human" - Céu - "Malemolência" - Cheb i Sabbah - "Toura Toura: Nav Deep Remix" - Cansei de Ser Sexy - "Off the Hook" - Datarock - "Fa-Fa-Fa" - Digitalism - "Pogo" - Disco Ensemble - "We Might Fall Apart" - Dover - "Do Ya" - Heroes & Zeros - "Into the Light" - Ivy Queen - "Que Lloren" - Junkie XL - "Clash" - Jupiter One - "Unglued" - Kenna - "Out of Control (State of Emotion)"b - k-os - "Born to Run" - La Rocca - "Sketches (20 Something Life)" - Lukas Kasha - "Love Abuse" - Madness feat. Sway și Baby Blue - "I'm Sorry" | - Maxïmo Park - "The Unshockable" - Melody Club - "Fever Fever" - Mexican Institute of Sound - "El Microfono" - Modeselektor feat. Sasha Perera - "Silikon" - Noisettes - "Don't Give Up" - Pacha Massive - "Don't Let Go" - Peter Bjorn and John - "Young Folks" - Planet Funk - "Static" - Robyn - "Bum Like You" - Rocky Dawuni - "Wake Up the Town" - Santigoldc - "You'll Find a Way"d - Simian Mobile Disco - "I Believe" - Superbus - "Butterfly" - Switches - "Drama Queen" - The Automatic - "Monster" - The Cat Empire - "Sly" - The Hoosiers - "Goodbye Mr A"a - The Hours - "Ali in the Jungle" - The Tellers - "More" - Tigarah - "Culture, Color, Money, Beauty" - Travis - "Closer" - Tumi & the Volume - "Afrique" - Vassy - "Wanna Fly" - Wir sind Helden - "Endlich ein Grund zur Panik" - Yonderboi - "Were You Thinking of Me?" |

a Apare în joc cu titlul „Mr. A.”
b Apare în joc cu titlul „Out of Control”
c Santigold era cunoscut ca Santogold la începerea producerii jocului
d Apare în joc cu titlul „You Will Find A Way”

## Recepția criticilor
Jocul a fost bine primit, fiind cotat cu o medie de 81.5 pe ambele console next-gen (Xbox 360 și PS3) pentru noile mecanici de joc, care au distrus criticile pe care le primea în trecut din cauza lipsei de inovație și doar a unor mici îmbunătățiri de la joc la joc.

### Premii
În 2008, FIFA 08 a fost nominalizat la BAFTA Children's Kids Vote Award.